# Тральщики проєкту 266
Морські тральщики проєкту 266М (шифр «Аквамарин», англ. Natya class за класифікацією НАТО) — у Військово-Морському Флоті СРСР і Військово-Морських Силах України — мінно-тральні кораблі дальньої морської зони, модифікація проєкту 266.

## Особливості проєкту
266 «Аквамарин» — проєкт морського тральщика — спеціалізованого корабля, призначеного для виконання завдань протимінної оборони загонів бойових кораблів, конвоїв, окремих кораблів і суден в морській і ближній океанській зонах шляхом пошуку та виявлення морських якірних і донних мін, їх тралення та знищення. Крім того, ці кораблі були пристосовані для постановки активних і оборонних мінних загороджень.
Проєкт розроблений в КБ Балтійського заводу (Західне проєктно-конструкторське бюро, входило до складу ЦМКБ «Алмаз»). Перший радянський проєкт тральщика, що мав мінімальні власні фізичні поля. Будівництво тральщиків проєкту 266, а також його наступних модифікацій — проєктів 266М і 266МЕ здійснювалося на Середньоневському (м. Ленінград) і Хабаровському (м. Хабаровськ) суднобудівними заводами. Перший тральщик серії увійшов до складу ВМФ СРСР у 1963 році. В період з 1963 по 1971 рік було побудовано 40 кораблів цього проєкту.
У результаті експлуатації тральщиків 266-го проєкту було виявлено низку недоліків в порівнянні з аналогічними кораблями іноземного виробництва, зокрема, відсутність засобів гідроакустичного пошуку донних мін, недостатні морехідні якості. Разом з тим в 1960-х роках з'явилися нові зразки корабельного озброєння і спеціального обладнання — виникла потреба в модернізації проєкту.
Проєкт 266М — модернізація тральщиків проєкту 266. Новий проєкт відрізнявся від попередника досконалішим протимінним озброєнням: замість електромагнітного тралу він був оснащений глибоководним тралом з апаратурою управління, тралом для знищення активних мін, який буксирувався телевізійним і комплексним шукачами мін, гідроакустичною станцією «Мєзень», яка забезпечує виявлення донних мін. Спеціальне облаштування в кормовій частині корабля забезпечило механізацію постановки і вибірки тралів. Використання сучасних маломагнітних матеріалів корпусу, сучасних на той час конструктивних рішень при проєктуванні рушійної установки дозволили знизити до мінімуму власні акустичні поля корабля. Крім того, на нових тральщиках встановлювалися засоби ПЧО — дві РБУ-1200.
Морські тральщики проєкту 266М будувалися Середньоневським і Хабаровським суднобудівними заводами в 1970—1978 роках. Усього було побудовано 31 корабель даного типу.

## У складі українського флоту та флотів інших держав
25 липня 1997 року, згідно з українсько-російською угодою про параметри розподілу Чорноморського флоту СРСР, у склад Військово-Морських Сил України були передані два морських тральщики проєкту 266М:
| Ідентифікатор | Назва                                   | Назва при будівництві | Введений у склад флоту | У ВМС ЗСУ                       |
| ------------- | --------------------------------------- | --------------------- | ---------------------- | ------------------------------- |
| U310          | «Чернігів» (у 1997—2004 — «Жовті Води») | рос. «Зенитчик»       | 10 вересня 1974        | 25 липня 1997 — 24 березня 2014 |
| U310          | «Черкаси»                               | рос. «Разведчик»      | 10 червня 1977         | 25 липня 1997 — 20 березня 2014 |

Морські тральщики проєкту 266М також перебувають на озброєнні ВМФ Росії, ВМС Сирії, Ємену, Лівії й Індії.

## Цікаві факти
Перший корабель на Чорному морі, який в 1992 році підняв український прапор, був морський тральщик 68-ї бригади охорони водного району Кримської військово-морської бази «Сигнальщик» проєкту 266 під командуванням капітана 3 рангу Теймура Сулейманова.
28 червня 1992 року, екіпаж корабля, протестуючи проти складання присяги на вірність СНД, присягнув замість цього українському народові і першим на Чорноморському флоті СРСР підняв прапор України. Однак на наступний день, під тиском командування бригади, екіпаж був змушений його спустити. Екіпаж тральщика був спішно розформований.
На честь утрачених в 2014 році українських тральщиків назви «Черкаси» і «Чернігів» отримають британські тральщики-шукачі мін типу «Сендаун», передача яких до складу ВМС ЗСУ запланована у 2022 році.